# مارتينز (كاليفورنيا)

موقع ماتينز من مقاطعة كونترا كوستا، كاليفورنيا

مارتينز (بالإنجليزية: Martinez)‏ مدينة بالولايات المتحدة الأمريكية، وهي قاعدة مقاطعة كونترا كوستا، كاليفورنيا.

## المناخ
يظهر الجدول التالي التغييرات المناخية على مدار السنة لمارتينز:
| البيانات المناخية لـمارتينز                            | البيانات المناخية لـمارتينز | البيانات المناخية لـمارتينز | البيانات المناخية لـمارتينز | البيانات المناخية لـمارتينز | البيانات المناخية لـمارتينز | البيانات المناخية لـمارتينز | البيانات المناخية لـمارتينز | البيانات المناخية لـمارتينز | البيانات المناخية لـمارتينز | البيانات المناخية لـمارتينز | البيانات المناخية لـمارتينز | البيانات المناخية لـمارتينز | البيانات المناخية لـمارتينز |
| الشهر                                                  | يناير                       | فبراير                      | مارس                        | أبريل                       | مايو                        | يونيو                       | يوليو                       | أغسطس                       | سبتمبر                      | أكتوبر                      | نوفمبر                      | ديسمبر                      | المعدل السنوي               |
| ------------------------------------------------------ | --------------------------- | --------------------------- | --------------------------- | --------------------------- | --------------------------- | --------------------------- | --------------------------- | --------------------------- | --------------------------- | --------------------------- | --------------------------- | --------------------------- | --------------------------- |
| الدرجة القصوى °ف (°م)                                  | 83.0 (28.3)                 | 80.0 (26.7)                 | 88.0 (31.1)                 | 98.0 (36.7)                 | 104.0 (40.0)                | 111.0 (43.9)                | 115.0 (46.1)                | 110.0 (43.3)                | 108.0 (42.2)                | 103.0 (39.4)                | 86.0 (30.0)                 | 80.0 (26.7)                 | 115.0 (46.1)                |
| متوسط درجة الحرارة الكبرى °ف (°م)                      | 55.2 (12.9)                 | 60.9 (16.1)                 | 66.0 (18.9)                 | 71.7 (22.1)                 | 78.9 (26.1)                 | 85.3 (29.6)                 | 89.0 (31.7)                 | 88.7 (31.5)                 | 84.9 (29.4)                 | 76.4 (24.7)                 | 64.0 (17.8)                 | 55.6 (13.1)                 | 73.0 (22.8)                 |
| متوسط درجة الحرارة الصغرى °ف (°م)                      | 38.6 (3.7)                  | 41.4 (5.2)                  | 44.1 (6.7)                  | 45.7 (7.6)                  | 49.5 (9.7)                  | 53.2 (11.8)                 | 54.5 (12.5)                 | 54.3 (12.4)                 | 53.3 (11.8)                 | 48.9 (9.4)                  | 43.2 (6.2)                  | 38.5 (3.6)                  | 47.1 (8.4)                  |
| أدنى درجة حرارة °ف (°م)                                | 20.0 (−6.7)                 | 22.0 (−5.6)                 | 29.0 (−1.7)                 | 29.0 (−1.7)                 | 34.0 (1.1)                  | 40.0 (4.4)                  | 41.0 (5.0)                  | 42.0 (5.6)                  | 40.0 (4.4)                  | 34.0 (1.1)                  | 24.0 (−4.4)                 | 19.0 (−7.2)                 | 19.0 (−7.2)                 |
| الهطول إنش (مم)                                        | 3.93 (100)                  | 3.61 (92)                   | 2.92 (74)                   | 1.20 (30)                   | .47 (12)                    | .10 (2.5)                   | .02 (0.51)                  | .05 (1.3)                   | .18 (4.6)                   | .95 (24)                    | 2.52 (64)                   | 3.44 (87)                   | 19.37 (492)                 |
| المصدر: Western Regional Climate Center (1906-present) |                             |                             |                             |                             |                             |                             |                             |                             |                             |                             |                             |                             |                             |

## أعلام
- بادي باير
- سارا دل ري
- إدي هارت
- فيكتور سالفا
- جو ديماجيو
- وليام لومباردي
- ترافيس وليامز
- كريستوفر داردن